# Un incubo stupendo (singolo)
Un incubo stupendo è un singolo del gruppo musicale italiano Management, pubblicato il 17 gennaio 2017 dall'etichetta La Tempesta.

## Descrizione
Un incubo stupendo è il secondo singolo estratto dall'omonimo album in studio del Management, pubblicato il 10 marzo 2017. Scritto da Luca Romagnoli e composto da Marco Di Nardo, presente anche in veste di produttore dell'intero disco, il brano è stato registrato presso lo Spazio Sonoro di Chieti e vede il contributo tecnico di Manuele "Max Stirner" Fusaroli.
Discutendo sul significato che si cela dietro il testo del brano, il gruppo ha dichiarato, «Si è perfetti sempre allo stesso modo e imperfetti in modo unico e personale. È per questo che dobbiamo tutelare a tutti i costi i nostri difetti. Questa canzone è un omaggio alle debolezze, ai vuoti, alle paure, ai problemi».

## Video musicale
Il video realizzato per Un incubo stupendo è stato girato a Berlino da Carmine Amoroso, che aveva già collaborato con il Management per il video di Pornobisogno (2012). Secondo il gruppo, la scelta dei luoghi deriva dall'immaginario collettivo legato al crollo del muro di Berlino, divenuto il simbolo di «un'apertura, una rinascita, un'opportunità». Le riprese sono state effettuate in diversi luoghi simbolo della città, tra cui Kottbusser Tor, East Side Gallery, Karl-Marx-Allee e Oberbaumbrücke.

## Tracce
Download digitale
1. Un incubo stupendo – 2:59

## Classifiche
| Classifica (2017)     | Posizione massima |
| --------------------- | ----------------- |
| Italia (indipendenti) | 63                |